# 15-cm-lange schwere Feldhaubitze 13/02
Die lange schwere Feldhaubitze 13/02 (kurz: „lg. sFH 13/02“) mit einem Kaliber von 15 cm war ein ab 1917 bei der deutschen Armee eingeführtes Geschütz, das neben der langen sFH 13 gebaut wurde.

## Geschichte

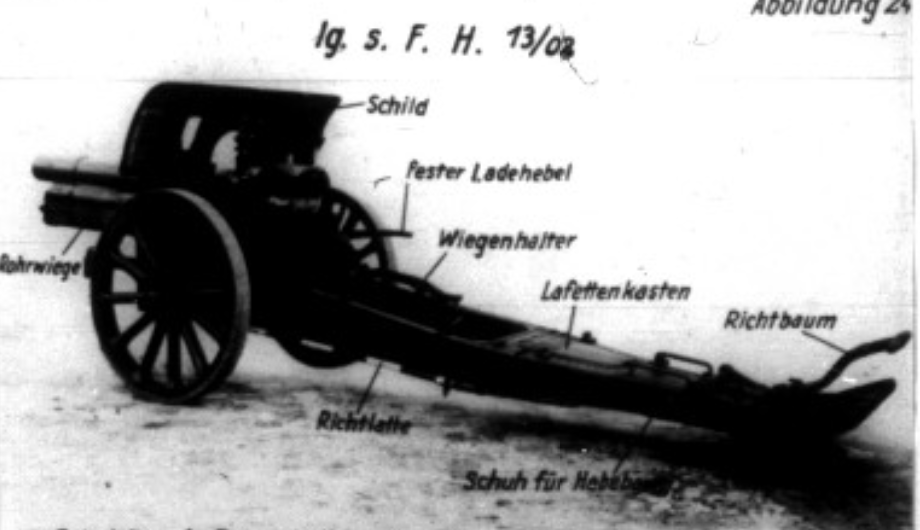
15-cm-lg. s. F. H. 13/02 in Fahrstellung

Das Geschütz entstand dadurch, dass man das Rohr, Wiege und Schutzschild der langen schweren Feldhaubitze 13 mit der Lafette der schweren Feldhaubitze 02 kombinierte. Solche Lafetten waren offenbar in größerer Anzahl vorhanden und konnten auf diese Art und Weise weiter verwendet werden, während die ausgeschossenen Geschützrohre der sFH 02 ausgeschieden wurden.
Es sollen ca. 1000 solche Geschütze gebaut worden sein. Im Oktober 1918 waren 12 Batterien mit diesem Geschütz ausgestattet, was bei vier Geschützen pro Batterie einem Sollbestand von 48 Geschützen entspricht. Angesichts letzterer Zahl muss die durch Kosar erfolgte Schätzung als erheblich zu hoch angesehen werden, was auch durch die nachfolgende Kalkulation belegt wird: Nach Weyrauch wurden von August 1914 bis Ende Oktober 1918 insgesamt 6236 Steilfeuergeschütze für die Fußartillerie gebaut. Zieht man von dieser Gesamtzahl 3409 sFH 13, 1550 lange sFH 13, 222 Mörser, 736 lange Mörser und 12 Stück 18-cm-Versuchshaubitzen ab, so verbleibt ein Rest von 307 Steilfeuergeschützen. Hiervon wird man wahrscheinlich weiter an überschweren Steilfeuergeschützen 6 schwere Kartaunen, 10 Stück 42-cm-Mörser L/16 und 10 Stück 42-cm-Mörser (M-Gerät), also weitere 26 Stück, abziehen müssen. Unklar ist auch, ob nicht die Lieferungen während des  Krieges an andere Staaten (Schweiz, Niederlande, Türkei), die man auf zusammen etwa 100 bis 150 Stück schätzen kann, abzuziehen sind: Danach verblieben je nach Schätzung für sonstige Geschütze zwischen 150 und knapp 300 Stück, wovon etliche nicht an der Front, sondern zu Ausbildungszwecken eingesetzt gewesen sein werden.
Nach Kriegsende wurden alle verbleibenden Geschütze gemäß den Bestimmungen des Versailler Vertrages verschrottet.

## Technik, Einsatz
Die technischen Details wurden zur Vereinfachung in Fertigung und Logistik im Vergleich zur 15-cm-lange schwere Feldhaubitze 13 („lg. s.F.H. 13“) etwas verbessert. Es wurde eine vereinfachte Rohrrücklaufbremse und ein Federvorholer eingesetzt. Die Lafette wog etwas 30 bis 40 kg weniger. Die Schussweite betrug je nach Typ und Gewicht der Granaten bis zu 8.500 Meter für die 15-cm-Granate-12 beziehungsweise 8.800 Meter für die Granate 15-cm-Granate-14. Das Geschütz ist optisch schwer von der früheren Version zu unterscheiden. Die Gliederung der Batterien und Mannschaften wie bei den übrigen mit schweren Feldhaubitzen ausgestatteten Batterien wurde beibehalten.